# Doživljaji Arthura Gordona Pyma
Doživljaji Arthura Gordona Pyma (prvi put objavljen 1838. pod naslovom The Narrative of Arthur Gordon Pym of Nantucket) je jedini roman Edgara Allana Poea. To je fantastično pustolovno prozno djelo.

## Sadržaj
U želji za pustolovinama Arthur Gordon Pym bježi od kuće i ukrcava se kao slijepi putnik na brod Grampus. Na putovanju će doživjeti zatočenje u utrobi broda, pobunu mornara, borbu s odmetnicima, buru, glad i žeđ na brodu koji polagano tone, kanibalizam, put na Južni pol... Pripovijetka ima prolog i epilog koji romanu daju pseudo-dokumentarni okvir. 
U dogovoru sa svojim prijateljem Augustom, Pym bježi od kuće i potajno ukrcava se na brod Augustovog oca, kapetana Bertranda. Dok se Pym krije u potpalublju, na brodu dolazi do pobune posade i ubojstva većeg dijela mornara, dok jednu manju grupu pobunjenici ostavljaju usred mora u čamcu s kapetanom. Za sve to vrijeme Pym je zarobljen u utrobi broda bez vode, hrane i svjetla. Na brodu dolazi do preokreta i do obračuna između pobunjenika. Jedan od pobunjenika, Dirk Peters, u obračunu s ostatkom posade oslanja se na Augusta i Pyma. Ova trojka uspijeva nadvladati pobunjenike. Međutim, bura gotovo da uništava brod na kome ostaju samo njih trojica i pobunjenik Richard Parker. Danima bez hrane i vode lutaju na brodu koji polako tone. Brodski trup se prevrće, ali ne tone zbog praznih bačava u utrobi broda. U očaju od gladi, oni izvlače slamčicu da odluče tko će biti žrtvovan. Pym i Peters izvlače posljednji. Parkerovo truplo im potom četiri dana služi kao hrana. U daljnjoj agoniji August stradava kao žrtva sepse. Tijelo bacaju morskim psima. Spas im donosi brod Jane Guy koji plovi prema Južnom polu. Zaustavljaju se na otoku Tsalali na kome urođenici pobiju cijelu posadu. Na životu ostanu samo Peters i Pym. Oni uspijevaju pobjeći s otoka i čamcem kreću dalje prema Južnom polu. Pym u halucinacijama i nesvijesti vjerojatno umire. U epilogu pisac obavještava publiku da će knjigu o Gordonu Pymu završiti urednik Pymovih partija. 
U knjigu unosi crteže provalija s otoka Tsalili koje Pym i Peters istražuju dok se kriju od urođenika. U epilogu se oblici provalija dovode u vezu sa slovima koje daju riječi koje u osnovi znače "biti mračan i biti bijel".

## Vanjske poveznice
- The Strange Dis/Appearance of Arthur G. Pym  Arhivirana inačica izvorne stranice od 22. travnja 2017. (Wayback Machine)